# Marchal
Marchal – gmina w Hiszpanii, w prowincji Grenada, w Andaluzji, o powierzchni 7,84 km². W 2014 roku gmina liczyła 428 mieszkańców.